# George Murray (generale giacobita)
Lord George Murray (Huntingtower, 4 ottobre 1694 – Medemblik, 11 ottobre 1760) è stato un generale scozzese.
Era il sesto figlio di John Murray, I duca di Atholl, e di sua moglie Lady Katherine Hamilton.
Fu un nobile e militare scozzese che prese parte alle insurrezioni giacobite del 1715 e del 1719 e svolse un ruolo importante in quella del 1745.

## Primi anni
Nel 1712 entrò nell'esercito nelle Fiandre. Tre anni più tardi contro il volere del padre, lui e i suoi fratelli, il Marchese di Tullibardine e Lord Charles Murray, si unirono ai ribelli giacobiti sotto il conte di Mar. Fu preso prigioniero a Preston.
Venne ferito nella battaglia di Glen Shiel. Trascorse i mesi successivi nascosto nelle Highlands e poi si diresse verso Rotterdam, dove è arrivato nel maggio 1720. Ritornò in Scozia nel 1724 alla morte del duca di Atholl.

## Matrimonio
Nel 1728, sposò Amelia, figlia ed erede di James Murray. Ebbero cinque figli:
- John Murray, III duca di Atholl (6 maggio 1729 - 5 novembre 1774)
- Amelia Murray (17 maggio 1732 - 24 aprile 1777), sposò in prime nozze, John St Clair, Maestro di Sinclair, e in seconde nozze, James Farquharson
- James Murray (1734 - 19 marzo 1794)
- Charlotte Murray (? - 1773)
- George Murray (22 agosto 1741 - 17 ottobre 1797)

## Ultimi anni e morte
Murray, fuggito nel continente nel mese di dicembre 1746, fu ben accolto a Roma dal padre del principe, James Stuart, che gli concesse una pensione. Nonostante l'ospitalità del padre, quando Murray si recò a Parigi, l'anno successivo, il principe rifiutò di incontrarlo.
Morì a Medemblik, Paesi Bassi, l'11 ottobre 1760 all'età di 66 anni.

## Ascendenza
|                                            |                                            |                                        | Genitori                                    |  |  | Nonni |  |  | Bisnonni                          |  |  | Trisnonni                                    |  |
|                                            |                                            |                                        |                                             |  |  |       |  |  | 8. John Murray, I conte di Atholl |  |  | 16. William Murray, II conte di Tullibardine |  |
|                                            |                                            |                                        |                                             |  |  |       |  |  | 8. John Murray, I conte di Atholl |  |  | 16. William Murray, II conte di Tullibardine |  |
|                                            |                                            | 17. Dorothea Stewart                   |                                             |  |  |       |  |  | 8. John Murray, I conte di Atholl |  |  |                                              |  |
| 4. John Murray, I marchese di Atholl       |                                            |                                        |                                             |  |  |       |  |  | 8. John Murray, I conte di Atholl |  |  |                                              |  |
|                                            |                                            | 9. Jane Campbell                       | 18. Duncan Campbell, I baronetto            |  |  |       |  |  |                                   |  |  |                                              |  |
|                                            |                                            | 9. Jane Campbell                       | 18. Duncan Campbell, I baronetto            |  |  |       |  |  |                                   |  |  |                                              |  |
|                                            |                                            | 9. Jane Campbell                       | 19. Elizabeth Sinclair                      |  |  |       |  |  |                                   |  |  |                                              |  |
| 2. John Murray, I duca di Atholl           |                                            | 9. Jane Campbell                       |                                             |  |  |       |  |  |                                   |  |  |                                              |  |
|                                            |                                            | 10. James Stanley, VII conte di Derby  | 20. William Stanley, VI conte di Derby      |  |  |       |  |  |                                   |  |  |                                              |  |
|                                            |                                            | 10. James Stanley, VII conte di Derby  | 20. William Stanley, VI conte di Derby      |  |  |       |  |  |                                   |  |  |                                              |  |
|                                            |                                            | 10. James Stanley, VII conte di Derby  | 21. Elizabeth de Vere                       |  |  |       |  |  |                                   |  |  |                                              |  |
| 5. Amelia Sophia Ann Stanley               |                                            | 10. James Stanley, VII conte di Derby  |                                             |  |  |       |  |  |                                   |  |  |                                              |  |
|                                            |                                            | 11. Charlotte de La Trémoille          | 22. Claude de La Trémoille                  |  |  |       |  |  |                                   |  |  |                                              |  |
|                                            |                                            | 11. Charlotte de La Trémoille          | 22. Claude de La Trémoille                  |  |  |       |  |  |                                   |  |  |                                              |  |
|                                            |                                            | 11. Charlotte de La Trémoille          | 23. Charlotte Brabantina van Nassau         |  |  |       |  |  |                                   |  |  |                                              |  |
| 1. lord George Murray                      |                                            | 11. Charlotte de La Trémoille          |                                             |  |  |       |  |  |                                   |  |  |                                              |  |
|                                            | 12. William Douglas, I marchese di Douglas | 24. William Douglas, X conte di Angus  |                                             |  |  |       |  |  |                                   |  |  |                                              |  |
|                                            | 12. William Douglas, I marchese di Douglas | 24. William Douglas, X conte di Angus  |                                             |  |  |       |  |  |                                   |  |  |                                              |  |
|                                            | 12. William Douglas, I marchese di Douglas | 25. Elizabeth Oliphant                 |                                             |  |  |       |  |  |                                   |  |  |                                              |  |
| 6. William Douglas                         | 12. William Douglas, I marchese di Douglas |                                        |                                             |  |  |       |  |  |                                   |  |  |                                              |  |
|                                            |                                            | 13. Mary Gordon                        | 26. George Gordon, I marchese di Huntly     |  |  |       |  |  |                                   |  |  |                                              |  |
|                                            |                                            | 13. Mary Gordon                        | 26. George Gordon, I marchese di Huntly     |  |  |       |  |  |                                   |  |  |                                              |  |
|                                            |                                            | 13. Mary Gordon                        | 27. Henrietta Stewart                       |  |  |       |  |  |                                   |  |  |                                              |  |
| 3. Catherine Douglas                       |                                            | 13. Mary Gordon                        |                                             |  |  |       |  |  |                                   |  |  |                                              |  |
|                                            |                                            | 14. James Hamilton, I duca di Hamilton | 28. James Hamilton, II marchese di Hamilton |  |  |       |  |  |                                   |  |  |                                              |  |
|                                            |                                            | 14. James Hamilton, I duca di Hamilton | 28. James Hamilton, II marchese di Hamilton |  |  |       |  |  |                                   |  |  |                                              |  |
|                                            |                                            | 14. James Hamilton, I duca di Hamilton | 29. Ann Cunningham                          |  |  |       |  |  |                                   |  |  |                                              |  |
| 7. Anne Hamilton, III duchessa di Hamilton |                                            | 14. James Hamilton, I duca di Hamilton |                                             |  |  |       |  |  |                                   |  |  |                                              |  |
|                                            |                                            | 15. Margaret Feilding                  | 30. William Feilding, I conte di Denbigh    |  |  |       |  |  |                                   |  |  |                                              |  |
|                                            |                                            | 15. Margaret Feilding                  | 30. William Feilding, I conte di Denbigh    |  |  |       |  |  |                                   |  |  |                                              |  |
|                                            |                                            | 15. Margaret Feilding                  | 31. Susan Villiers                          |  |  |       |  |  |                                   |  |  |                                              |  |
|                                            |                                            | 15. Margaret Feilding                  |                                             |  |  |       |  |  |                                   |  |  |                                              |  |